# Lajarte-Inseln
Die Lajarte-Inseln (französisch Îles Dufaure de Lajarte, in Argentinien Islas Dufaure) sind eine Inselgruppe im Palmer-Archipel vor der Westküste des Grahamlands auf der Antarktischen Halbinsel. Sie liegen unmittelbar westlich des Kap Grönland vor der Nordküste der Anvers-Insel.
Der deutsche Polarforscher Eduard Dallmann entdeckte sie während seiner Antarktisfahrt mit dem Auxiliarsegler Groenland zwischen 1873 und 1874. Teilnehmer der Vierten Französischen Antarktisexpedition (1903–1905) unter der Leitung des Polarforschers Jean-Baptiste Charcot kartierten sie. Charcot benannte sie nach Kapitän Henri Louis Dufaure de Lajarte (1852–1911) von der französischen Marine.